# Kremmener See
Der Kremmener See ist ein etwa 1110 Meter langes und 280 Meter breites Stillgewässer auf dem Gebiet der Stadt Kremmen im Landkreis Oberhavel in Brandenburg. Der südlich von Sommerfeld und nördlich der Kernstadt Kremmen gelegene See ist Teil des 1186 ha großen Naturschutzgebietes Kremmener Luch. Westlicher Zufluss ist der Kremmener Rhin und östlicher Abfluss der Ruppiner Kanal. Östlich verläuft die Landesstraße L 19.